# Rota (poema)
Rota ("juramento") es un poema patriótico polaco de principios del siglo XX, así como un himno de celebración. La letra del poema fue escrito en 1908 por la activista por la independencia polaca, la poetisa Maria Konopnicka como protesta contra las políticas del Imperio alemán de germanización forzada de la población de origen polaco que vivía en la Polonia occidental. Konopnicka escribió Rota en 1908 mientras se encontraba en Cieszyn en Silesia. El poema se publicó por primera vez en el periódico Gwiazdka Cieszyńska el 7 de noviembre. La música fue compuesta dos años más tarde por el compositor, director y concertista, Feliks Nowowiejski.

## Historia
El poema de Konopnicka surgió como una protesta contra la opresión y supresión de la cultura polaca por parte del Imperio alemán en la Polonia occidental ocupada por los alemanes, tierras que desde finales del siglo XVIII después de las particiones de la Mancomunidad de Polonia-Lituania, hasta 1918 estuvieron bajo el domonio del Reino de Prusia, y más tarde, del Imperio alemán.
Durante el gobierno prusiano y alemán, líderes políticos alemanes como Otto von Bismarck, Eugen von Puttkammer y pensadores como Edwart Hartmann hicieron campaña por la política de «ausrotten» (erradicar) de los polacos y Rota se escribió como respuesta a esta campaña. La palabra ausrotten fue usada más tarde por la Alemania nazi contra los judíos, y significa exterminio, como «ausrotten», cuando se usa en el contexto de los seres vivos significa su completa destrucción de esos seres mediante su asesinato.
Rota se cantó públicamente por primera vez durante una manifestación patriótica en Cracovia el 15 de julio de 1910, celebrada para conmemorar el 500 aniversario de la victoria polaco-lituana sobre los Caballeros Teutónicos en la Batalla de Grunwald. El himno rápidamente se hizo popular en toda la Polonia dividida.
El gobierno posterior a 1926 dirigido por Józef Piłsudski consideró varios poemas diferentes para un himno nacional. La derecha política, consideraba partidista la propuesta de «My, Pierwsza Brygada» (somos la Primera Brigada) presentada por la legión Pilsudski y finalmente, consideraba mediocre, el que posteriormente se convertiría en himno de Polonia, «La Mazurka de Dąbrowski», por lo tanto propuso «Rota», que se asoció con las luchas antialemanas de finales del siglo XIX, como himno nacional.
Durante la ocupación alemana de Polonia en la Segunda Guerra Mundial, en vísperas del 11 de noviembre de 1939 (Día de la Independencia de Polonia), en Zielonka, una ciudad en las afueras de Varsovia, los exploradores de la Asociación de Escultismo Polaco colocaron carteles con el texto del poema en las paredes de los edificios. En represalia, las fuerzas de ocupación alemanas ejecutaron a 9 exploradores y otros habitantes de la ciudad. Los comunistas también conservaron el mismo himno nacional, así fue como «Rota», se convirtió en el himno oficial de la 1.ª División de Infantería Tadeusz Kościuszko.
Después de 1989, Rota se convirtió en el himno oficial del Partido Popular Polaco. Hasta 2003, la melodía del himno fue interpretada por la torre del carillón de la Catedral de Gdańsk y sirvió como tema característico de las estaciones de televisión TVP Poznań y TVP Gdańsk ambas sucursales de la cadena de televión pública de Polonia (TVD). En 2010, Rota y su autor Konopnicka fueron honrados por una resolución especial del Sejm polaco (parlamento). También sirvió como el himno de la Región Nacional-Territorial Polaca. Rota también es el himno oficial del partido político Liga de familias polacas.

## Texto del poema

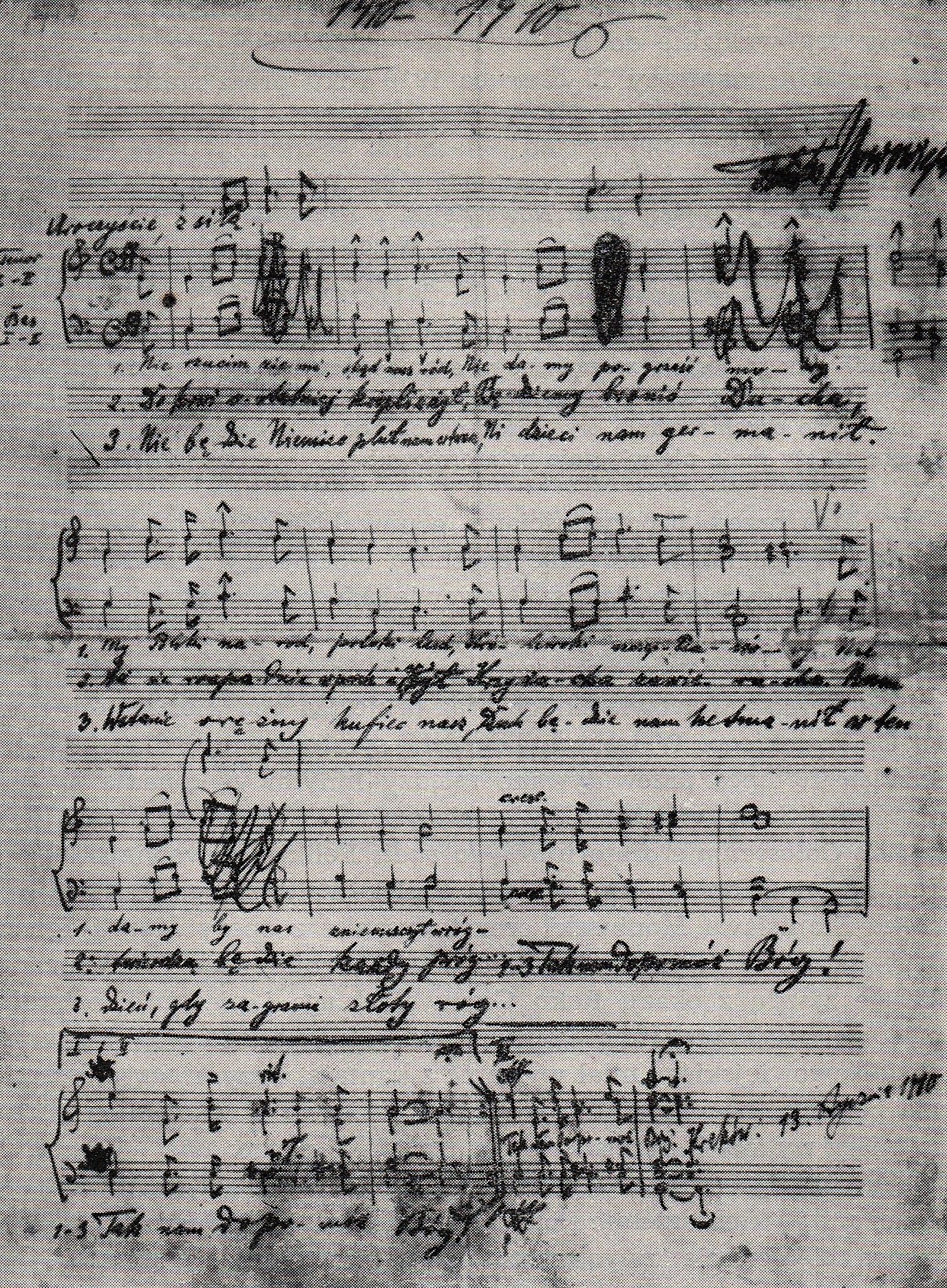
Manuscrito musical de Rota de Feliks Nowowiejski, de la colección de la Biblioteca Jagellónica.

Nie rzucim ziemi, skąd nasz ród.                            

Nie damy pogrześć mowy.                                        

Polski my naród, polski lud,                                   

Królewski szczep piastowy.                                                                             

Nie damy by nas gnębił wróg.

Tak nam dopomóż Bóg!                                           

Tak nam dopomóż Bóg!                                           

  

Do krwi ostatniej kropli z żył                                      

Bronić będziemy Ducha,                                        

Aż się rozpadnie w proch i w pył                                 

Krzyżacka zawierucha.                                             

Twierdzą nam będzie każdy próg.                                                                                                                                                                                               

Tak nam dopomóż Bóg!                                                                                               

Tak nam dopomóż Bóg!                                                                                                                       

  

Nie będzie Niemiec pluł nam w twarz                       

Ni dzieci nam germanił,                                          

Orężny wstanie hufiec nasz,                                   

Duch będzie nam hetmanił.                                 

Pójdziem, gdy zabrzmi złoty róg.                                                   

Tak nam dopomóż Bóg!                                         

Tak nam dopomóż Bóg!                                                    

Nie damy miana Polski zgnieść                            

Nie pójdziem żywo w trumnę.                                

Na Polski imię, na jej cześć                                                                           

Podnosim czoła dumne,                                                  

Odzyska ziemię dziadów wnuk.                                     

Tak nam dopomóż Bóg!                                              

Tak nam dopomóż Bóg 
No abandonaremos la tierra de la que venimos

No dejaremos que nuestro discurso sea enterrado.

Somos la nación polaca, el pueblo polaco,

De la línea real de Piast.

No dejaremos que el enemigo nos oprima.

¡Ayúdanos Señor!

¡Ayúdanos Señor!

Hasta la última gota de sangre en nuestras venas

Defenderemos nuestro espíritu

Hasta que caigan cenizas y polvo,

La tormenta de viento teutónica.

Cada umbral será una fortaleza.

¡Ayúdanos Señor!

¡Ayúdanos Señor!

El alemán no nos escupirá en la cara

Ni germanizara a nuestros hijos,

Nuestro anfitrión se levantará en armas,

El Espíritu guiará el camino.

Nos levantaremos cuando suene el cuerno de oro.

¡Ayúdanos Señor!

¡Ayúdanos Señor!

No permitiremos que el nombre de Polonia sea difamado,

No entraremos vivos en una tumba.

En nombre de Polonia, en su honor

Levantemos la frente con orgullo

El nieto recuperará la tierra de sus antepasados

¡Ayúdanos Señor!

¡Ayúdanos Señor! 